# 北部综合体

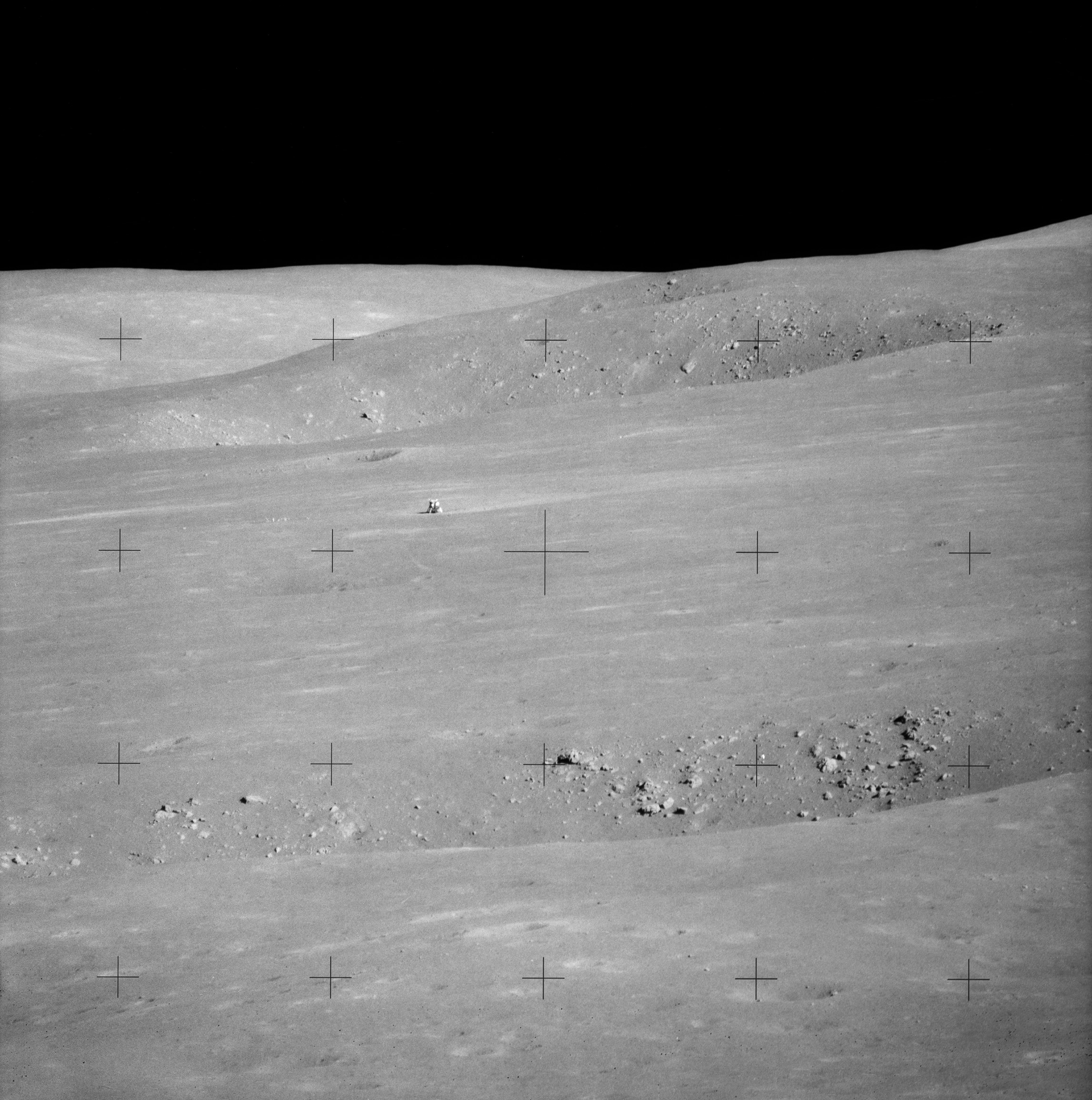
从位于哈德利·德尔塔山北坡的6A号科考点面朝北所拍摄的远景照片，前景中是沙丘坑，“鹰”号登月舱位于中央附近，处于北方复合体与登月舱之间的则是普鲁顿坑。

北方复合体（North Complex）是月球上的一处地貌特征，一群位于哈德利-亚平宁区的山丘。该地区原本为阿波罗15号宇航员的预定目的地，但后来因要在着陆区附近提取岩芯，没有足够的时间抵达那里考察。这些山丘被认为起源于火山，但由于没有采集到那里岩样，因此，这种说法仍没有得到确认。
北方复合体位于哈德利月溪以东约2公里处，距阿波罗15号着陆点约3公里。
这一特征是由美国地质学家“杰拉德·吉恩·沙伯”（Gerald Gene Schaber）所命名，1973年被国际天文联合会正式接受。宇航员们实际上称呼北方复合体为“沙伯山”（Schaber Hill），他们也命名了北方复合体中的许多小陨坑，包括直径800米非正式名称为“普鲁顿坑”（Pluton）的月坑。

## 另请参阅
- 小行星3333, 以杰拉德·吉恩·沙伯名字命名的小行星。